# ГЕС Цубакіхара/Шін-Цубакіхара
ГЕС Цубакіхара/Шін-Цубакіхара (椿原発電所/新椿原発電所) – гідроелектростанція в Японії на острові Хонсю. Знаходячись між ГЕС Хатогая (40,9 МВт, вище по течії) та ГЕС Наруде/Шін-Наруде, входить до складу каскаду на річці Shō, яка на захід від міста Тояма впадає до затоки Тояма (Японське море). 

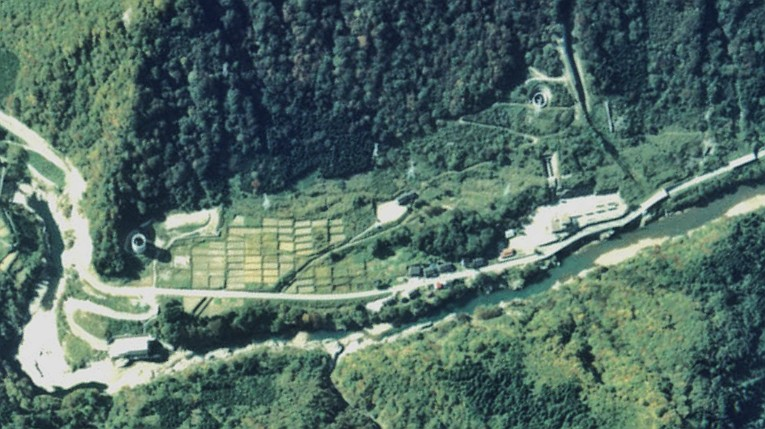
Вид зверху на район машинних залів – зліва Шін-Цубакіхару, зправа Цубакіхару.Видно також виходи обох вирівнювальних резервуарів

В межах гідрокомплексу працюють два машинні зали, котрі живляться від однієї й тієї ж греблі Цубакіхара. Ця бетонна гравітаційна споруда, яка має висоту 68 метрів та довжину 202 метра, потребувала 163 тис м3 матеріалу. Вона утримує водосховище з площею поверхні 1,16 км2 і об’ємом 22,3 млн м3, з яких до корисного об’єму відносяться 5,8 млн м3.
Обидва машинні зали розташовані на лівому березі Shō дещо нижче від греблі. Перший з них, введений в експлуатацію на початку 1950-х, живиться через дериваційний тунель довжиною 1,1 км з діаметром 5,5 метрів, який переходить у напірний водовід довжиною 0,18 км зі спадаючим діаметром від 5 до 4,3 метра. На нього також працює вирівнювальний резервуар висотою 39 метрів з діаметром 19 метрів. Запущений в середині 1970-х другий зал отримує воду через дещо коротший тунель довжиною 0,8 км з діаметром 6,4 метра, який переходить у напірний водовід довжиною 0,15 км з таким саме спадаючим діаметром від 5 до 4,3 метра. У цій системі працює вирівнювальний резервуар висотою 32 метра з діаметром 18 метрів.
У першому залі працює одна турбіна типу Френсіс потужністю 42 МВт (номінальна потужність станції Цубакіхара рахується як 38,7 МВт), котра використовує напір у 65 метрів. Другий зал обладнали так само однією турбіною типу Френсіс, проте значно потужнішою – 65 МВт (номінальна потужність станції Шін-Цубакіхара рахується як 63,1 МВт). Вона використовує напір у 62 метра.